# Aureolaria patula
Aureolaria patula är en snyltrotsväxtart som först beskrevs av Chapman, och fick sitt nu gällande namn av Francis Whittier Pennell. Aureolaria patula ingår i släktet Aureolaria och familjen snyltrotsväxter. Inga underarter finns listade i Catalogue of Life.